# Campeonato Europeo de Esgrima de 2025
El XXXVIII Campeonato Europeo de Esgrima se celebró en Génova (Italia) entre el 14 y el 19 de mayo de 2025 bajo la organización de la Confederación Europea de Esgrima (CEE) y la Federación Italiana de Esgrima.
Las competiciones se realizaron en el Palasport de la ciudad italiana.

## Medallistas

### Masculino
| Evento                      | Oro                                                                               | Plata                                                                                | Bronce                                                                                     |
| --------------------------- | --------------------------------------------------------------------------------- | ------------------------------------------------------------------------------------ | ------------------------------------------------------------------------------------------ |
| Florete individual (16.06)  | Guillaume Bianchi · Italia                                                        | Anas Anane Francia                                                                   | Carlos Llavador Fernández · España · Tommaso Marini · Italia                               |
| Florete por equipos (19.06) | Guillaume Bianchi · Alessio Foconi · Filippo Macchi · Tommaso Marini (R) · Italia | Anas Anane Pierre Loisel Maxime Pauty Rafaël Savin (R) Francia                       | Anton Borodachov · Kiril Borodachov · Vladislav Mylnikov · Alexandr Kerik (R) · AIN        |
| Espada individual (15.06)   | Roman Svichkar · Ucrania                                                          | Matteo Galassi · Italia                                                              | Andrea Santarelli · Italia · Gergely Siklósi · Hungría                                     |
| Espada por equipos (18.06)  | Alexandre Bardenet Gaëtan Billa Luidgi Midelton Paul Allègre (R) Francia          | David van Nunen · Tristan Tulen · Konrad Veenenbos · Rafaël Tulen (R) · Países Bajos | Davide Di Veroli · Matteo Galassi · Andrea Santarelli · Gianpaolo Buzzacchino (R) · Italia |
| Sable individual (14.06)    | Rémi Garrigue Francia                                                             | Áron Szilágyi · Hungría                                                              | Frederic Kindler · Alemania · Jean-Philippe Patrice · Francia                              |
| Sable por equipos (17.06)   | Krisztián Rabb · András Szatmári · Áron Szilágyi · Nikolász Iliász (R) · Hungría  | Luca Curatoli · Michele Gallo · Matteo Neri · Pietro Torre (R) · Italia              | Dmitri Danilenko · Pavel Graudyn · Anatoli Kostenko · Kiril Tiuliukov (R) · AIN            |

### Femenino
| Evento                      | Oro                                                                          | Plata                                                                                 | Bronce                                                                              |
| --------------------------- | ---------------------------------------------------------------------------- | ------------------------------------------------------------------------------------- | ----------------------------------------------------------------------------------- |
| Florete individual (14.06)  | Eva Lacheray Francia                                                         | Carolina Stutchbury Reino Unido                                                       | Flóra Pásztor · Hungría · Martina Batini · Italia                                   |
| Florete por equipos (17.06) | Anna Cristino · Arianna Errigo · Alice Volpi · Martina Batini (R) · Italia   | Anita Blaze Eva Lacheray Pauline Ranvier Morgane Patru (R) Francia                    | María Teresa Díaz · María Mariño · Ariadna Tucker · Andrea Breteau (R) · España     |
| Espada individual (16.06)   | Aizanat Murtazayeva · AIN                                                    | Katrina Lehis Estonia                                                                 | Sara Maria Kowalczyk · Italia · Alberta Santuccio · Italia                          |
| Espada por equipos (19.06)  | Inna Brovko · Olena Kryvytska · Anna Maxymenko · Vlada Jarkova (R) · Ucrania | Pauline Brunner · Angeline Favre · Fiona Hatz · Aurore Favre (R) · Suiza              | Rossella Fiamingo · Lucrezia Paulis · Alberta Santuccio · Giulia Rizzi (R) · Italia |
| Sable individual (15.06)    | Sarah Noutcha Francia                                                        | Alina Komashchuk · Ucrania                                                            | Katinka Battai · Hungría · Sylwia Matuszak · Polonia                                |
| Sable por equipos (18.06)   | Sara Balzer Sarah Noutcha Toscane Tori Faustine Clapier (R) Francia          | Zuzanna Cieślar · Zuzanna Lenkiewicz · Sylwia Matuszak · Angelika Wątor (R) · Polonia | Michela Battiston · Chiara Mormile · Mariella Viale · Manuela Spica (R) · Italia    |

## Medallero
| Núm. | País         | Oro | Plata | Bronce | Total |
| ---- | ------------ | --- | ----- | ------ | ----- |
| 1    | Francia      | 5   | 3     | 1      | 9     |
| 2    | Italia       | 3   | 2     | 8      | 13    |
| 3    | Ucrania      | 2   | 1     | 0      | 3     |
| 4    | Hungría      | 1   | 1     | 3      | 5     |
| 5    | AIN          | 1   | 0     | 2      | 3     |
| 6    | Polonia      | 0   | 1     | 1      | 2     |
| 7    | Estonia      | 0   | 1     | 0      | 1     |
| 7    | Países Bajos | 0   | 1     | 0      | 1     |
| 7    | Reino Unido  | 0   | 1     | 0      | 1     |
| 7    | Suiza        | 0   | 1     | 0      | 1     |
| 11   | España       | 0   | 0     | 2      | 2     |
| 12   | Alemania     | 0   | 0     | 1      | 1     |
|      | TOTAL        | 12  | 12    | 18     | 42    |

1. 1 2 3 4  Los deportistas de Rusia participaron bajo la denominación «Atletas Independientes Neutrales» (AIN).